# Orgasmusica
Orgasmusica – czwarty studyjny album polskiej grupy stoner metalowej Corruption. Wydany został 23 września 2003 roku nakładem Metal Mind Records.
Wydawnictwo zostało zrealizowane w składzie Rafał "Rufus" Trela (śpiew, słowa), Krzysztof "Thrashu" Szydło (gitara, muzyka), Grzegorz "Melon" Wilkowski (perkusja, muzyka) oraz Piotr "Anioł" Wącisz (gitara basowa, muzyka) z gościnnym udziałem Adam "Nergala" Darskiego (śpiew), Norberta "Fali" Falkiewicza (gitara) oraz gitarzysty o pseudonimie "Niski". Utwór pt. "Lubricant Rains" pierwotnie ukazał się na drugim albumie grupy pt. Bacchus Songs.

## Lista utowrów
Źródło.
1. "Blasting Foreskins" – 4:26
2. "Sleeper" – 3:43
3. "The Angel & The Beast" (featuring Fala) – 4:56
4. "Flying Carpet" – 4:10
5. "In League with The Devil" – 6:26
6. "Revenge" (featuring Nergal) – 2:28
7. "Groovy Liberator" – 3:40
8. "Baby Satan" – 4:52
9. "I Used To Know The Little Red Ridding Hood" – 7:19
10. "Demon by My Side" – 4:47
11. "Hate The Haters" (featuring Niski) – 2:40
12. "Candlelight" – 9:09
13. "Lubricant Rains 2003" (Bonus track) – 2:39